# Lijst van heersers van Anhalt
Dit is een lijst van heersers van Anhalt uit het huis der Ascaniërs. Heersers uit niet-soevereine zijlinies zijn niet in de lijst opgenomen.

## Graven en vorsten van Anhalt uit het huis derAscaniërs
| Anhalt (1212-1259) | Anhalt (1212-1259) | Anhalt (1212-1259)                                                                                    | Anhalt (1212-1259)                                                                                    | Anhalt (1212-1259)                                                                                    | Anhalt (1212-1259)                                                                                    | Anhalt (1212-1259)                                                                                    | Anhalt (1212-1259)                                                                                    |
| Periode | Naam | Naam                                                                                                  | Naam                                                                                                  | Naam                                                                                                  | Naam                                                                                                  | Naam                                                                                                  | Naam                                                                                                  |
| --- | --- | --- | --- | --- | --- | --- | --- |
| 1212 - 1244 | Hendrik I | Hendrik I                                                                                             | Hendrik I                                                                                             | Hendrik I                                                                                             | Hendrik I                                                                                             | Hendrik I                                                                                             | Hendrik I                                                                                             |
| 1244 - 1259 | Hendrik II, Bernhard I en Siegfried I (Tot 1251/52 in naam van Hendrik I)                                                        | Hendrik II, Bernhard I en Siegfried I (Tot 1251/52 in naam van Hendrik I)                             | Hendrik II, Bernhard I en Siegfried I (Tot 1251/52 in naam van Hendrik I)                             | Hendrik II, Bernhard I en Siegfried I (Tot 1251/52 in naam van Hendrik I)                             | Hendrik II, Bernhard I en Siegfried I (Tot 1251/52 in naam van Hendrik I)                             | Hendrik II, Bernhard I en Siegfried I (Tot 1251/52 in naam van Hendrik I)                             | Hendrik II, Bernhard I en Siegfried I (Tot 1251/52 in naam van Hendrik I)                             |
| Anhalt-Aschersleben (1259-1315)                                                                                                  | Anhalt-Aschersleben (1259-1315)                                                                                                  | Anhalt-Bernburg (1259-1468)                                                                           | Anhalt-Bernburg (1259-1468)                                                                           | Anhalt-Köthen(-Zerbst) (1259-1396)                                                                    | Anhalt-Köthen(-Zerbst) (1259-1396)                                                                    | Anhalt-Köthen(-Zerbst) (1259-1396)                                                                    | Anhalt-Köthen(-Zerbst) (1259-1396)                                                                    |
| Periode | Naam | Periode                                                                                               | Naam                                                                                                  | Periode                                                                                               | Naam                                                                                                  | Naam                                                                                                  | Naam                                                                                                  |
| 1259 - 1266 | Hendrik II de Vette | 1259 - 1286/87                                                                                        | Bernhard I                                                                                            | 1259 - 1298                                                                                           | Siegfried I                                                                                           | Siegfried I                                                                                           | Siegfried I                                                                                           |
| 1266 - 1283 | Otto I en Hendrik III | 1286/87 - 1320                                                                                        | Bernhard II                                                                                           | 1281 - 1316                                                                                           | Albrecht I                                                                                            | Albrecht I                                                                                            | Albrecht I                                                                                            |
| 1283 - 1304 | Otto I | 1320 - 1348                                                                                           | Bernhard III                                                                                          | 1316 - 1362                                                                                           | Albrecht II en Waldemar I                                                                             | Albrecht II en Waldemar I                                                                             | Albrecht II en Waldemar I                                                                             |
| 1304 - 1315 | Otto II | 1348 - 1354                                                                                           | Bernhard IV                                                                                           | 1362 - 1367                                                                                           | Waldemar I en Johan II                                                                                | Waldemar I en Johan II                                                                                | Waldemar I en Johan II                                                                                |
| Anhalt-Aschersleben valt aan Anhalt-Bernburg. In 1322 gaat het graafschap Aschersleben verloren aan het Prinsbisdom Halberstadt. | Anhalt-Aschersleben valt aan Anhalt-Bernburg. In 1322 gaat het graafschap Aschersleben verloren aan het Prinsbisdom Halberstadt. | 1354 - 1374                                                                                           | Hendrik IV en Otto III                                                                                | 1367 - 1379                                                                                           | Johan II en Waldemar II                                                                               | Johan II en Waldemar II                                                                               | Johan II en Waldemar II                                                                               |
| Anhalt-Aschersleben valt aan Anhalt-Bernburg. In 1322 gaat het graafschap Aschersleben verloren aan het Prinsbisdom Halberstadt. | Anhalt-Aschersleben valt aan Anhalt-Bernburg. In 1322 gaat het graafschap Aschersleben verloren aan het Prinsbisdom Halberstadt. | 1374 - 1390                                                                                           | Otto III, Bernhard V en Rudolf I                                                                      | 1379 - 1382                                                                                           | Johan II                                                                                              | Johan II                                                                                              | Johan II                                                                                              |
| Anhalt-Aschersleben valt aan Anhalt-Bernburg. In 1322 gaat het graafschap Aschersleben verloren aan het Prinsbisdom Halberstadt. | Anhalt-Aschersleben valt aan Anhalt-Bernburg. In 1322 gaat het graafschap Aschersleben verloren aan het Prinsbisdom Halberstadt. | 1390 - 1404                                                                                           | Otto III en Bernhard V                                                                                | 1382 - 1391                                                                                           | Sigismund I, Waldemar III en Albrecht IV                                                              | Sigismund I, Waldemar III en Albrecht IV                                                              | Sigismund I, Waldemar III en Albrecht IV                                                              |
| Anhalt-Aschersleben valt aan Anhalt-Bernburg. In 1322 gaat het graafschap Aschersleben verloren aan het Prinsbisdom Halberstadt. | Anhalt-Aschersleben valt aan Anhalt-Bernburg. In 1322 gaat het graafschap Aschersleben verloren aan het Prinsbisdom Halberstadt. | 1404 - 1414                                                                                           | Bernhard V                                                                                            | 1391 - 1396                                                                                           | Sigismund I en Albrecht IV                                                                            | Sigismund I en Albrecht IV                                                                            | Sigismund I en Albrecht IV                                                                            |
| Anhalt-Aschersleben valt aan Anhalt-Bernburg. In 1322 gaat het graafschap Aschersleben verloren aan het Prinsbisdom Halberstadt. | Anhalt-Aschersleben valt aan Anhalt-Bernburg. In 1322 gaat het graafschap Aschersleben verloren aan het Prinsbisdom Halberstadt. | 1414 - 1416                                                                                           | Otto IV en Bernhard VI                                                                                | Deling van Anhalt-Zerbst in Anhalt-Zerbst en Anhalt-Köthen/Dessau                                     | Deling van Anhalt-Zerbst in Anhalt-Zerbst en Anhalt-Köthen/Dessau                                     | Deling van Anhalt-Zerbst in Anhalt-Zerbst en Anhalt-Köthen/Dessau                                     | Deling van Anhalt-Zerbst in Anhalt-Zerbst en Anhalt-Köthen/Dessau                                     |
| Anhalt-Aschersleben valt aan Anhalt-Bernburg. In 1322 gaat het graafschap Aschersleben verloren aan het Prinsbisdom Halberstadt. | Anhalt-Aschersleben valt aan Anhalt-Bernburg. In 1322 gaat het graafschap Aschersleben verloren aan het Prinsbisdom Halberstadt. | 1416 - 1468                                                                                           | Bernhard VI                                                                                           | Deling van Anhalt-Zerbst in Anhalt-Zerbst en Anhalt-Köthen/Dessau                                     | Deling van Anhalt-Zerbst in Anhalt-Zerbst en Anhalt-Köthen/Dessau                                     | Deling van Anhalt-Zerbst in Anhalt-Zerbst en Anhalt-Köthen/Dessau                                     | Deling van Anhalt-Zerbst in Anhalt-Zerbst en Anhalt-Köthen/Dessau                                     |
| Anhalt-Aschersleben valt aan Anhalt-Bernburg. In 1322 gaat het graafschap Aschersleben verloren aan het Prinsbisdom Halberstadt. | Anhalt-Aschersleben valt aan Anhalt-Bernburg. In 1322 gaat het graafschap Aschersleben verloren aan het Prinsbisdom Halberstadt. | Anhalt-Bernburg valt aan Anhalt-Köthen/Dessau                                                         | | Deling van Anhalt-Zerbst in Anhalt-Zerbst en Anhalt-Köthen/Dessau                                     | Deling van Anhalt-Zerbst in Anhalt-Zerbst en Anhalt-Köthen/Dessau                                     | Deling van Anhalt-Zerbst in Anhalt-Zerbst en Anhalt-Köthen/Dessau                                     | Deling van Anhalt-Zerbst in Anhalt-Zerbst en Anhalt-Köthen/Dessau                                     |
| Anhalt-Zerbst (1396-1508) | Anhalt-Zerbst (1396-1508) | Anhalt-Köthen/Dessau (1396-1471)                                                                      | Anhalt-Köthen/Dessau (1396-1471)                                                                      | Anhalt-Köthen/Dessau (1396-1471)                                                                      | Anhalt-Köthen/Dessau (1396-1471)                                                                      | Anhalt-Köthen/Dessau (1396-1471)                                                                      | Anhalt-Köthen/Dessau (1396-1471)                                                                      |
| Periode | Naam | Periode                                                                                               | Naam                                                                                                  | Naam                                                                                                  | Naam                                                                                                  | Naam                                                                                                  | Naam                                                                                                  |
| 1396 - 1405 | Sigismund I | 1396 - 1413                                                                                           | Albrecht IV                                                                                           | Albrecht IV                                                                                           | Albrecht IV                                                                                           | Albrecht IV                                                                                           | Albrecht IV                                                                                           |
| 1405 - 1413 | Waldemar IV, George I, Sigismund II en Albrecht VI (Onder regentschap van Albrecht IV)                                           | 1413 - 1416                                                                                           | Waldemar IV, George I, Sigismund II en Albrecht VI                                                    | Waldemar IV, George I, Sigismund II en Albrecht VI                                                    | Waldemar IV, George I, Sigismund II en Albrecht VI                                                    | Waldemar IV, George I, Sigismund II en Albrecht VI                                                    | Waldemar IV, George I, Sigismund II en Albrecht VI                                                    |
| 1413 - 1423 | Albrecht IV | 1416 - 1450                                                                                           | George I, Sigismund II en Albrecht VI                                                                 | George I, Sigismund II en Albrecht VI                                                                 | George I, Sigismund II en Albrecht VI                                                                 | George I, Sigismund II en Albrecht VI                                                                 | George I, Sigismund II en Albrecht VI                                                                 |
| 1423 - 1436 | Waldemar V, Adolf I I en Albrecht V                                                                                              | 1450 - 1468                                                                                           | George I en Albrecht VI                                                                               | George I en Albrecht VI                                                                               | George I en Albrecht VI                                                                               | George I en Albrecht VI                                                                               | George I en Albrecht VI                                                                               |
| 1436 - 1473 | Adolf I en Albrecht V | 1468 - 1471                                                                                           | George I                                                                                              | George I                                                                                              | George I                                                                                              | George I                                                                                              | George I                                                                                              |
| 1473 - 1475 | Albrecht V | 1471 - 1471                                                                                           | Waldemar VI, Ernst, George II, Sigismund III en Rudolf IV                                             | Waldemar VI, Ernst, George II, Sigismund III en Rudolf IV                                             | Waldemar VI, Ernst, George II, Sigismund III en Rudolf IV                                             | Waldemar VI, Ernst, George II, Sigismund III en Rudolf IV                                             | Waldemar VI, Ernst, George II, Sigismund III en Rudolf IV                                             |
| 1475 - 1491 | Magnus, Adolf II | Deling van Anhalt-Köthen/Dessau in Anhalt-Köthen en Anhalt-Dessau                                     | Deling van Anhalt-Köthen/Dessau in Anhalt-Köthen en Anhalt-Dessau                                     | Deling van Anhalt-Köthen/Dessau in Anhalt-Köthen en Anhalt-Dessau                                     | Deling van Anhalt-Köthen/Dessau in Anhalt-Köthen en Anhalt-Dessau                                     | Deling van Anhalt-Köthen/Dessau in Anhalt-Köthen en Anhalt-Dessau                                     | Deling van Anhalt-Köthen/Dessau in Anhalt-Köthen en Anhalt-Dessau                                     |
| 1491 - 1500 | Magnus, Adolf II en Filips | Deling van Anhalt-Köthen/Dessau in Anhalt-Köthen en Anhalt-Dessau                                     | Deling van Anhalt-Köthen/Dessau in Anhalt-Köthen en Anhalt-Dessau                                     | Deling van Anhalt-Köthen/Dessau in Anhalt-Köthen en Anhalt-Dessau                                     | Deling van Anhalt-Köthen/Dessau in Anhalt-Köthen en Anhalt-Dessau                                     | Deling van Anhalt-Köthen/Dessau in Anhalt-Köthen en Anhalt-Dessau                                     | Deling van Anhalt-Köthen/Dessau in Anhalt-Köthen en Anhalt-Dessau                                     |
| 1500 - 1508 | Magnus, Adolf II | Deling van Anhalt-Köthen/Dessau in Anhalt-Köthen en Anhalt-Dessau                                     | Deling van Anhalt-Köthen/Dessau in Anhalt-Köthen en Anhalt-Dessau                                     | Deling van Anhalt-Köthen/Dessau in Anhalt-Köthen en Anhalt-Dessau                                     | Deling van Anhalt-Köthen/Dessau in Anhalt-Köthen en Anhalt-Dessau                                     | Deling van Anhalt-Köthen/Dessau in Anhalt-Köthen en Anhalt-Dessau                                     | Deling van Anhalt-Köthen/Dessau in Anhalt-Köthen en Anhalt-Dessau                                     |
| Anhalt-Zerbst valt aan Anhalt-Köthen en Anhalt-Dessau                                                                            | | Deling van Anhalt-Köthen/Dessau in Anhalt-Köthen en Anhalt-Dessau                                     | Deling van Anhalt-Köthen/Dessau in Anhalt-Köthen en Anhalt-Dessau                                     | Deling van Anhalt-Köthen/Dessau in Anhalt-Köthen en Anhalt-Dessau                                     | Deling van Anhalt-Köthen/Dessau in Anhalt-Köthen en Anhalt-Dessau                                     | Deling van Anhalt-Köthen/Dessau in Anhalt-Köthen en Anhalt-Dessau                                     | Deling van Anhalt-Köthen/Dessau in Anhalt-Köthen en Anhalt-Dessau                                     |
| Anhalt-Köthen (1471-1562) | Anhalt-Köthen (1471-1562) | Anhalt-Dessau (1471-1546)                                                                             | Anhalt-Dessau (1471-1546)                                                                             | Anhalt-Dessau (1471-1546)                                                                             | Anhalt-Dessau (1471-1546)                                                                             | Anhalt-Dessau (1471-1546)                                                                             | Anhalt-Dessau (1471-1546)                                                                             |
| Periode | Naam | Periode                                                                                               | Naam                                                                                                  | Naam                                                                                                  | Naam                                                                                                  | Naam                                                                                                  | Naam                                                                                                  |
| 1471 - 1508 | Waldemar VI en George II | 1471 - 1487                                                                                           | Ernst en Sigismund III                                                                                | Ernst en Sigismund III                                                                                | Ernst en Sigismund III                                                                                | Ernst en Sigismund III                                                                                | Ernst en Sigismund III                                                                                |
| 1508 - 1547 | Wolfgang | 1487 - 1516                                                                                           | Ernst                                                                                                 | Ernst                                                                                                 | Ernst                                                                                                 | Ernst                                                                                                 | Ernst                                                                                                 |
| 1547 - 1552 | Keizerlijke bezetting | 1516 - 1546                                                                                           | Johan IV, George III en Joachim                                                                       | Johan IV, George III en Joachim                                                                       | Johan IV, George III en Joachim                                                                       | Johan IV, George III en Joachim                                                                       | Johan IV, George III en Joachim                                                                       |
| 1552 - 1562 | Wolfgang | Deling van Anhalt-Dessau in Anhalt-Zerbst, Anhalt-Plötzkau en Anhalt-Dessau                           | Deling van Anhalt-Dessau in Anhalt-Zerbst, Anhalt-Plötzkau en Anhalt-Dessau                           | Deling van Anhalt-Dessau in Anhalt-Zerbst, Anhalt-Plötzkau en Anhalt-Dessau                           | Deling van Anhalt-Dessau in Anhalt-Zerbst, Anhalt-Plötzkau en Anhalt-Dessau                           | Deling van Anhalt-Dessau in Anhalt-Zerbst, Anhalt-Plötzkau en Anhalt-Dessau                           | Deling van Anhalt-Dessau in Anhalt-Zerbst, Anhalt-Plötzkau en Anhalt-Dessau                           |
| Anhalt-Köthen verenigd met Anhalt-Zerbst tot Anhalt                                                                              | | Deling van Anhalt-Dessau in Anhalt-Zerbst, Anhalt-Plötzkau en Anhalt-Dessau                           | Deling van Anhalt-Dessau in Anhalt-Zerbst, Anhalt-Plötzkau en Anhalt-Dessau                           | Deling van Anhalt-Dessau in Anhalt-Zerbst, Anhalt-Plötzkau en Anhalt-Dessau                           | Deling van Anhalt-Dessau in Anhalt-Zerbst, Anhalt-Plötzkau en Anhalt-Dessau                           | Deling van Anhalt-Dessau in Anhalt-Zerbst, Anhalt-Plötzkau en Anhalt-Dessau                           | Deling van Anhalt-Dessau in Anhalt-Zerbst, Anhalt-Plötzkau en Anhalt-Dessau                           |
| Anhalt-Zerbst (1546-1562) | Anhalt-Zerbst (1546-1562) | Anhalt-Plötzkau (1546-1553)                                                                           | Anhalt-Plötzkau (1546-1553)                                                                           | Anhalt-Dessau (1546-1561)                                                                             | Anhalt-Dessau (1546-1561)                                                                             | Anhalt-Dessau (1546-1561)                                                                             | Anhalt-Dessau (1546-1561)                                                                             |
| Periode | Naam | Periode                                                                                               | Naam                                                                                                  | Periode                                                                                               | Naam                                                                                                  | Naam                                                                                                  | Naam                                                                                                  |
| 1546 - 1551 | Johan IV | 1546 - 1553                                                                                           | George III                                                                                            | 1546 - 1561                                                                                           | Joachim                                                                                               | Joachim                                                                                               | Joachim                                                                                               |
| 1551 - 1561 | Karel, Joachim Ernst en Bernhard VII                                                                                             | Anhalt-Plötzkau valt aan Anhalt-Dessau                                                                | Anhalt-Plötzkau valt aan Anhalt-Dessau                                                                | Anhalt-Dessau valt aan Anhalt-Zerbst                                                                  | Anhalt-Dessau valt aan Anhalt-Zerbst                                                                  | Anhalt-Dessau valt aan Anhalt-Zerbst                                                                  | Anhalt-Dessau valt aan Anhalt-Zerbst                                                                  |
| 1561 - 1562 | Joachim Ernst en Bernhard VII | Anhalt-Plötzkau valt aan Anhalt-Dessau                                                                | Anhalt-Plötzkau valt aan Anhalt-Dessau                                                                | Anhalt-Dessau valt aan Anhalt-Zerbst                                                                  | Anhalt-Dessau valt aan Anhalt-Zerbst                                                                  | Anhalt-Dessau valt aan Anhalt-Zerbst                                                                  | Anhalt-Dessau valt aan Anhalt-Zerbst                                                                  |
| Anhalt-Zerbst verenigd met Anhalt-Köthen tot Anhalt                                                                              | | Anhalt-Plötzkau valt aan Anhalt-Dessau                                                                | Anhalt-Plötzkau valt aan Anhalt-Dessau                                                                | Anhalt-Dessau valt aan Anhalt-Zerbst                                                                  | Anhalt-Dessau valt aan Anhalt-Zerbst                                                                  | Anhalt-Dessau valt aan Anhalt-Zerbst                                                                  | Anhalt-Dessau valt aan Anhalt-Zerbst                                                                  |
| Anhalt (1562-1606) | | | | | | | |
| Periode | Naam | Naam                                                                                                  | Naam                                                                                                  | Naam                                                                                                  | Naam                                                                                                  | Naam                                                                                                  | Naam                                                                                                  |
| 1562 - 1570 | Joachim Ernst en Bernhard VII | Joachim Ernst en Bernhard VII                                                                         | Joachim Ernst en Bernhard VII                                                                         | Joachim Ernst en Bernhard VII                                                                         | Joachim Ernst en Bernhard VII                                                                         | Joachim Ernst en Bernhard VII                                                                         | Joachim Ernst en Bernhard VII                                                                         |
| 1570 - 1586 | Joachim Ernst | Joachim Ernst                                                                                         | Joachim Ernst                                                                                         | Joachim Ernst                                                                                         | Joachim Ernst                                                                                         | Joachim Ernst                                                                                         | Joachim Ernst                                                                                         |
| 1586 - 1606 | Johan George I, Christiaan I, Bernhard († 1596), August, Rudolf I, Johan Ernst († 1601) en Lodewijk I                            | Johan George I, Christiaan I, Bernhard († 1596), August, Rudolf I, Johan Ernst († 1601) en Lodewijk I | Johan George I, Christiaan I, Bernhard († 1596), August, Rudolf I, Johan Ernst († 1601) en Lodewijk I | Johan George I, Christiaan I, Bernhard († 1596), August, Rudolf I, Johan Ernst († 1601) en Lodewijk I | Johan George I, Christiaan I, Bernhard († 1596), August, Rudolf I, Johan Ernst († 1601) en Lodewijk I | Johan George I, Christiaan I, Bernhard († 1596), August, Rudolf I, Johan Ernst († 1601) en Lodewijk I | Johan George I, Christiaan I, Bernhard († 1596), August, Rudolf I, Johan Ernst († 1601) en Lodewijk I |
| Anhalt-Dessau (1606-1807) | Anhalt-Dessau (1606-1807) | Anhalt-Bernburg (1606-1806)                                                                           | Anhalt-Bernburg (1606-1806)                                                                           | Anhalt-Zerbst (1606-1796)                                                                             | Anhalt-Zerbst (1606-1796)                                                                             | Anhalt-Köthen (1606-1807)                                                                             | Anhalt-Köthen (1606-1807)                                                                             |
| Periode | Naam | Periode                                                                                               | Naam                                                                                                  | Periode                                                                                               | Naam                                                                                                  | Periode                                                                                               | Naam                                                                                                  |
| 1606 - 1618 | Johan George I | 1606 - 1630                                                                                           | Christiaan I                                                                                          | 1606 - 1621                                                                                           | Rudolf I                                                                                              | 1606 - 1650                                                                                           | Lodewijk I                                                                                            |
| 1618 - 1660 | Johan Casimir | 1630 - 1656                                                                                           | Christiaan II                                                                                         | 1621 - 1667                                                                                           | Johan                                                                                                 | 1650 - 1665                                                                                           | Willem Lodewijk                                                                                       |
| 1660 - 1693 | Johan George II | 1656 - 1718                                                                                           | Victor Amadeus                                                                                        | 1667 - 1704                                                                                           | Karel Willem                                                                                          | 1665 - 1669                                                                                           | Lebrecht en                                                                                           |
| 1693 - 1747 | Leopold I | 1718 - 1721                                                                                           | Karel Frederik                                                                                        | 1704 - 1718                                                                                           | Karel Willem en Johan Lodewijk I                                                                      | 1669-1670                                                                                             | Emanuel                                                                                               |
| 1747 - 1751 | Leopold II Maximiliaan | 1721 - 1765                                                                                           | Victor Frederik                                                                                       | 1718 - 1742                                                                                           | Johan August                                                                                          | 1670 - 1704                                                                                           | Emanuel Lebrecht                                                                                      |
| 1751 - 1807 | Leopold III Frederik Frans Vater Franz                                                                                           | 1765 - 1796                                                                                           | Frederik Albrecht                                                                                     | 1742 - 1746                                                                                           | Christiaan August en Johan Lodewijk II                                                                | 1704 - 1728                                                                                           | Leopold                                                                                               |
| Anhalt-Dessau treedt toe tot de Rijnbond en wordt verheven tot hertogdom                                                         | Anhalt-Dessau treedt toe tot de Rijnbond en wordt verheven tot hertogdom                                                         | 1796 - 1806                                                                                           | Alexius Frederik Christiaan                                                                           | 1746 - 1747                                                                                           | Johan Lodewijk II                                                                                     | 1728 - 1755                                                                                           | August Lodewijk                                                                                       |
| Anhalt-Dessau treedt toe tot de Rijnbond en wordt verheven tot hertogdom                                                         | Anhalt-Dessau treedt toe tot de Rijnbond en wordt verheven tot hertogdom                                                         | Keizer Frans II verheft Anhalt-Bernburg tot hertogdom                                                 | Keizer Frans II verheft Anhalt-Bernburg tot hertogdom                                                 | 1747 - 1793                                                                                           | Frederik August                                                                                       | 1755 - 1789                                                                                           | Karel George Lebrecht                                                                                 |
| Anhalt-Dessau treedt toe tot de Rijnbond en wordt verheven tot hertogdom                                                         | Anhalt-Dessau treedt toe tot de Rijnbond en wordt verheven tot hertogdom                                                         | Keizer Frans II verheft Anhalt-Bernburg tot hertogdom                                                 | Keizer Frans II verheft Anhalt-Bernburg tot hertogdom                                                 | 1793 - 1796                                                                                           | Leopold III Frederik Frans, Frederik Albrecht en August Christiaan Frederik                           | 1789 - 1806                                                                                           | August Christiaan Frederik                                                                            |
| Anhalt-Dessau treedt toe tot de Rijnbond en wordt verheven tot hertogdom                                                         | Anhalt-Dessau treedt toe tot de Rijnbond en wordt verheven tot hertogdom                                                         | Keizer Frans II verheft Anhalt-Bernburg tot hertogdom                                                 | Keizer Frans II verheft Anhalt-Bernburg tot hertogdom                                                 | Anhalt-Zerbst valt aan Anhalt-Dessau, Anhalt-Bernburg en Anhalt-Köthen                                | Anhalt-Zerbst valt aan Anhalt-Dessau, Anhalt-Bernburg en Anhalt-Köthen                                | Anhalt-Köthen treedt toe tot de Rijnbond en wordt verheven tot hertogdom                              | Anhalt-Köthen treedt toe tot de Rijnbond en wordt verheven tot hertogdom                              |

## Hertogen van Anhalt uit het Huis derAscaniërs
| Anhalt-Dessau (- Köthen ) (1806-1863)                                                               | Anhalt-Dessau (- Köthen ) (1806-1863)                                                 | Anhalt-Bernburg (1806-1863)                                  | Anhalt-Bernburg (1806-1863)                                  | Anhalt-Köthen (1807-1853)                                                             | Anhalt-Köthen (1807-1853)                     | Anhalt-Köthen (1807-1853)                     | Anhalt-Köthen (1807-1853)                     |
| Periode                                                                                             | Naam                                                                                  | Periode                                                      | Naam                                                         | Periode                                                                               | Naam                                          | Naam                                          | Naam                                          |
| --------------------------------------------------------------------------------------------------- | ------------------------------------------------------------------------------------- | ------------------------------------------------------------ | ------------------------------------------------------------ | ------------------------------------------------------------------------------------- | --------------------------------------------- | --------------------------------------------- | --------------------------------------------- |
| 1807 - 1817                                                                                         | Leopold III Frederik Frans Vater Franz                                                | 1806 - 1834                                                  | Alexius Frederik Christiaan                                  | 1807 - 1812                                                                           | August Christiaan Frederik                    | August Christiaan Frederik                    | August Christiaan Frederik                    |
| 1817 - 1863                                                                                         | Leopold IV Frederik                                                                   | 1834 - 1863                                                  | Alexander Karel                                              | 1812 - 1818                                                                           | Lodewijk August                               | Lodewijk August                               | Lodewijk August                               |
| Leopold IV Frederik verenigd Anhalt-Dessau met Anhalt-Köthen tot Anhalt-Dessau-Köthen               | Leopold IV Frederik verenigd Anhalt-Dessau met Anhalt-Köthen tot Anhalt-Dessau-Köthen | Anhalt-Bernburg verenigd met Anhalt-Dessau-Köthen tot Anhalt | Anhalt-Bernburg verenigd met Anhalt-Dessau-Köthen tot Anhalt | 1818 - 1830                                                                           | Ferdinand Frederik                            | Ferdinand Frederik                            | Ferdinand Frederik                            |
| Leopold IV Frederik verenigd Anhalt-Dessau met Anhalt-Köthen tot Anhalt-Dessau-Köthen               | Leopold IV Frederik verenigd Anhalt-Dessau met Anhalt-Köthen tot Anhalt-Dessau-Köthen | Anhalt-Bernburg verenigd met Anhalt-Dessau-Köthen tot Anhalt | Anhalt-Bernburg verenigd met Anhalt-Dessau-Köthen tot Anhalt | 1830-1847                                                                             | Hendrik                                       | Hendrik                                       | Hendrik                                       |
| Leopold IV Frederik verenigd Anhalt-Dessau met Anhalt-Köthen tot Anhalt-Dessau-Köthen               | Leopold IV Frederik verenigd Anhalt-Dessau met Anhalt-Köthen tot Anhalt-Dessau-Köthen | Anhalt-Bernburg verenigd met Anhalt-Dessau-Köthen tot Anhalt | Anhalt-Bernburg verenigd met Anhalt-Dessau-Köthen tot Anhalt | 1847-1853                                                                             | Leopold IV Frederik van Anhalt-Dessau         | Leopold IV Frederik van Anhalt-Dessau         | Leopold IV Frederik van Anhalt-Dessau         |
| Leopold IV Frederik verenigd Anhalt-Dessau met Anhalt-Köthen tot Anhalt-Dessau-Köthen               | Leopold IV Frederik verenigd Anhalt-Dessau met Anhalt-Köthen tot Anhalt-Dessau-Köthen | Anhalt-Bernburg verenigd met Anhalt-Dessau-Köthen tot Anhalt | Anhalt-Bernburg verenigd met Anhalt-Dessau-Köthen tot Anhalt | Leopold IV Frederik verenigd Anhalt-Köthen met Anhalt-Dessau tot Anhalt-Dessau-Köthen |                                               |                                               |                                               |
| Anhalt (1863-1918)                                                                                  |                                                                                       |                                                              |                                                              |                                                                                       |                                               |                                               |                                               |
| Periode                                                                                             | Naam                                                                                  | Naam                                                         | Naam                                                         | Naam                                                                                  | Naam                                          | Naam                                          | Naam                                          |
| 1863 - 1871                                                                                         | Leopold IV Frederik                                                                   | Leopold IV Frederik                                          | Leopold IV Frederik                                          | Leopold IV Frederik                                                                   | Leopold IV Frederik                           | Leopold IV Frederik                           | Leopold IV Frederik                           |
| 1871 - 1904                                                                                         | Frederik I                                                                            | Frederik I                                                   | Frederik I                                                   | Frederik I                                                                            | Frederik I                                    | Frederik I                                    | Frederik I                                    |
| 1904 - 1918                                                                                         | Frederik II                                                                           | Frederik II                                                  | Frederik II                                                  | Frederik II                                                                           | Frederik II                                   | Frederik II                                   | Frederik II                                   |
| 1918                                                                                                | Eduard                                                                                | Eduard                                                       | Eduard                                                       | Eduard                                                                                | Eduard                                        | Eduard                                        | Eduard                                        |
| 1918                                                                                                | Joachim Ernst (onder regentschap van Aribert)                                         | Joachim Ernst (onder regentschap van Aribert)                | Joachim Ernst (onder regentschap van Aribert)                | Joachim Ernst (onder regentschap van Aribert)                                         | Joachim Ernst (onder regentschap van Aribert) | Joachim Ernst (onder regentschap van Aribert) | Joachim Ernst (onder regentschap van Aribert) |
| Aribert deed op 12 november 1918 in naam van Joachim Ernst troonsafstand. Anhalt werd een vrijstaat |                                                                                       |                                                              |                                                              |                                                                                       |                                               |                                               |                                               |